# Цаплевые
Ца́плевые (лат. Ardeidae) — семейство птиц отряда пеликанообразных. В целом семейство имеет ряд общих признаков, но классификация отдельных видов до сих пор затруднена и находится на стадии пересмотра. Выделение цапель в отдельный отряд цаплеобразные (Ardeiformes) не является общепризнанным.
Цаплевые — живущие на мелководье птицы, обитающие на заболоченных либо медленно текущих водоёмах. Как правило длинноногие, с длинным и узким, приплюснутым с боков клювом и сквозными ноздрями. Они неподвижно стоят в воде и всматриваются в воду, выискивая добычу. Большинство видов гнездится колониями, иногда вперемешку с другими видами птиц. Моногамны, хотя пары обычно держатся только один сезон. Оба родителя строят гнездо — как правило, самец приносит материал для гнезда, а самка занимается его строительством. Также оба родителя насиживают яйца и кормят птенцов. Летают медленно, при этом вытягивают лапы назад, а шею S-образно втягивают в себя, чем отличаются от схожих с ними аистов, ибисов и колпиц, которые наоборот вытягивают голову.

## Классификация
В настоящее время семейство цаплевых разделяют на 4 подсемейства с 18 современными родами и 74 видами. Кроме того, описано более 20 вымерших за несколько последних столетий и около 35 ископаемых видов.
Подсемейство Tigrisomatinae
- Род Tigriornis
  - Белохохлая тигровая цапля (Tigriornis leucolophus)
- Род Тигровые цапли (Tigrisoma)
  - Мраморная тигровая цапля (Tigrisoma lineatum)
  - Гологорлая тигровая цапля (Tigrisoma mexicanum)
  - Полосатая тигровая цапля (Tigrisoma fasciatum)

Подсемейство Botaurinae
- Род Зебровые цапли (Zebrilus)
  - Зебровая цапля (Zebrilus undulatus)
- Род Выпи (Botaurus)
  - Большая выпь (Botaurus stellaris)
  - Австралийская выпь (Botaurus poiciloptilus)
  - Американская выпь (Botaurus lentiginosus)
  - Южноамериканская выпь (Botaurus pinnatus)
  - Пестроспинный волчок (Botaurus involucris)
  - Индейский волчок (Botaurus exilis)
  - Чёрный волчок (Botaurus flavicollis)
  - Охристый волчок (Botaurus cinnamomeus)
  - Амурский волчок (Botaurus eurhythmus)
  - Сероспинный волчок (Botaurus sturmii)
  - Малая выпь (Botaurus minutus)
  - Китайский волчок (Botaurus sinensis)
  - Botaurus dubius
  - †Botaurus novaezelandiae

Подсемейство Nycticoracinae
- Род Nyctanassa
  - Желтоголовая кваква (Nyctanassa violacea)
  - † Nyctanassa carcinocatactes
- Род Настоящие кваквы (Nycticorax)
  - Обыкновенная кваква (Nycticorax nycticorax)
  - † Nycticorax olsoni
  - † Кваква Дюбуа (Nycticorax duboisi)
  - † Мавританская кваква (Nycticorax mauritianus)
  - † Родригесская кваква (Nycticorax megacephalus)
  - Каледонская кваква (Nycticorax caledonicus)
- Род Японские выпи (Gorsachius)
  - Тигровая выпь (Gorsachius melanolophus)
  - Японская выпь (Gorsachius goisagi)
- Род Челноклювы (Cochlearius)[6]
  - Челноклюв (Cochlearius cochlearius)

Подсемейство Ardeinae
- Род Агами (Agamia)
  - Агами (Agamia agami)
- Род Южноамериканские кваквы (Pilherodius)
  - Южноамериканская кваква (Pilherodius pileatus)
- Род Свистящие цапли (Syrigma)
  - Свистящая цапля (Syrigma sibilatrix)
- Род Белые цапли (Egretta)
  - Малая голубая цапля (Egretta caerulea)
  - Трёхцветная цапля (Egretta tricolor)
  - Рыжеватая цапля (Egretta rufescens)
  - Egretta vinaceigula
  - Чёрная цапля (Egretta ardesiaca)
  - Восточная рифовая цапля (Egretta sacra)[7]
  - Желтоклювая цапля (Egretta eulophotes)
  - Белая американская цапля (Egretta thula)
  - Малая белая цапля (Egretta garzetta)
  - Egretta dimorpha
  - Береговая цапля (Egretta gularis)
  - Сорочья цапля (Egretta picata)
  - Белощёкая цапля (Egretta novaehollandiae)
- Род Calherodius
  - Белобокая кваква (Calherodius leuconotus)
- Род Oroanassa
  - Хайнаньская кваква (Oroanassa magnifica)
- Род Зелёные кваквы (Butorides)
  - Зелёная кваква (Butorides striata)
  - Галапагосская зелёная кваква (Butorides sundevalli)
  - Американская зелёная кваква (Butorides virescens)
- Род Лесные цапли (Zonerodius)
  - Лесная цапля (Zonerodius heliosylus)
- Род Прудовые цапли (Ardeola)
  - Ardeola rufiventris
  - Жёлтая цапля (Ardeola ralloides)
  - Мадагаскарская жёлтая цапля (Ardeola idae)
  - Индийская жёлтая цапля (Ardeola grayii)
  - Белокрылая цапля (Ardeola bacchus)
  - Малайская жёлтая цапля (Ardeola speciosa)
- Род Цапли (Ardea)
  - Белошейная цапля (Ardea pacifica)
  - Большая белая цапля (Ardea alba)
  - Ardea brachyrhyncha
  - Средняя белая цапля (Ardea intermedia)
  - Ardea plumifera
  - Египетская цапля (Ardea ibis)
  - Ardea coromanda
  - Серая цапля (Ardea cinerea)
  - Большая голубая цапля (Ardea herodias)
  - Южноамериканская цапля (Ardea cocoi)
  - Рыжая цапля (Ardea purpurea)
  - Мадагаскарская цапля (Ardea humbloti)
  - Белобрюхая цапля (Ardea insignis)
  - Малайская серая цапля (Ardea sumatrana)
  - Черношейная цапля (Ardea melanocephala)
  - Исполинская цапля (Ardea goliath)

Известны также ископаемые таксоны Proardea и Zeltornis .